# Guilhem Valayé
Pour les articles homonymes, voir Valayé.
Guilhem Valayé, né en 1979, est un auteur-compositeur-interprète français.

## Biographie

### Jeunesse et formation
Originaire de l'Aveyron, Guilhem Valayé commence la flûte traversière à l'école de Rodez à l'âge de 8 ans. Il décroche un diplôme de jardinier, mais décide de se consacrer entièrement à la musique. Il étudie le chant lyrique au Conservatoire de Paris pendant quatre ans.

### 3 minutes sur mer et The Voice (2007-2017)
Plus attiré par la musique populaire que par la musique classique, il crée le groupe 3 minutes sur mer, dont il est le chanteur. Tout d'abord duo avec Samuel Cajal, le groupe devient ensuite un trio avec Johan Guidou. Ensemble, ils sillonnent pendant plusieurs années les routes (Suisse, Belgique, Québec).
En 2007, le groupe est finaliste des découvertes du Printemps de Bourges et en 2013, il  reçoit le prix Georges-Moustaki du public.
Sept ans après leur création, c'est en 2014 que 3 minutes sur mer sort son premier album : Des espoirs des singes dont un titre est extrait, Nos enfants des autres, .
En 2015, Guilhem se présente seul à la saison 4 de The Voice : La Plus Belle Voix. En effet, depuis trois ans, l'équipe de casting lui propose de passer une audition. Son interprétation de La nuit je mens d'Alain Bashung séduit les quatre coachs lors de l'audition à l'aveugle et il intègre l'équipe de Zazie. Il parvient jusqu'à la demi-finale en interprétant notamment Coldplay, Léo Ferré et en partageant un duo avec Gaëtan Roussel,.
En 2016 sort l'EP Catapulte et le groupe fait les premières parties de la tournée de Zazie et des concerts parisiens de celle-ci, au Bataclan et aux Folies Bergère ,
.
En 2017, sort l'album L'endroit d'où l'on vient. Il contient onze titres dont trois duos (avec Louis-Jean Cormier, Dominique A et Zazie) et une reprise de L'Alouette en colère de Félix Leclerc.

### Les Souliers rouges et l'EPAubrac(2020-2022)
A partir du 31 janvier 2020, Guilhem Valayé interprète le rôle de Victor, le chorégraphe de l'Opéra dans le spectacle musical Les Souliers rouges écrit par Marc Lavoine et le compositeur Fabrice Aboulker aux Folies Bergère à Paris d'après le conte Les Chaussons rouges de Hans Christian Andersen avec Loryn Nounay et Benjamin Siksou. Jérémie Lippmann en est le metteur en scène et Marie-Agnès Gillot la chorégraphe. Le spectacle s'arrête au bout d'un mois à cause de la pandémie de covid-19.
En 2022, Guilhem Valayé édite son premier album solo, l'EP Aubrac, composé de 6 titres dont une reprise de Francis Cabrel : Répondez-moi.

## Discographie

### 3 minutes sur mer
- 2014 : Des espoirs des singes
- 2016 : Catapulte, EP
- 2017 : L'endroit d'où l'on vient

### En solo
- 2022 : Aubrac, EP

### Collaborations
- 2015 : Guilhem Valayé co-écrit 3 chansons sur l'album de son ancien coéquipier de The Voice Lilian Renaud, Le Bruit de l'aube
- 2020 : Les Souliers rouges : Le Spectacle musical, l'album

## Distinctions
- 2007 : Finaliste des découvertes du Printemps de Bourges
- 2013 : Prix Georges-Moustaki du public